# Wilhelm List
Wilhelm List (Oberkirchberg, Németország, 1880. május 14. – Garmisch-Partenkirchen, 1971. augusztus 16.) német katonatiszt (1940-től vezértábornagy), a második világháború alatt hadsereg- és hadseregcsoport parancsnok.

## Életpályája

### A kezdetek
List 1898-ban lépett be a bajor hadseregbe, ahol 1900-tól hadnagyként, 1904-től zászlóalj-adjutánsként szolgált. 1908-ban főhadnagyként a bajor hadiakadémiára került, amelynek elvégzése után századossá léptették elő. Az első világháború kitörésekor a bajor vezérkarban szolgált.

### Az első világháborúban
1914-ben, az első világháború kitörését követően vezérkari tisztként a bajor II. hadtestbe helyezték, ahol súlyosan megbetegedett. Felépülését követően először a Stranz hadsereg-csoportban, majd 1917-től a bajor 8. tartalékos gyalogsági-hadosztályban szolgált. 1918 januárjában őrnaggyá léptették elő. A háború végén a bajor hadügyminisztériumban dolgozott.

### A két világháború között
A fegyvernyugvás utáni időszakban a Freikorps (szabadcsapat) Epp tagjaként szolgált, és részt vett a tanácsköztársaság elleni különböző akciókban.
1923 áprilisától zászlóaljparancsnok a 19. gyalogsági-ezredben. A következő évben a VII. körlet kiképzésvezetője, majd az elkövetkezendő tíz évben túlnyomórészt a Reichswehr (német hadsereg) kiképzőtisztjeként tevékenykedett. 1926-ban a Reichswehr-minisztériumba került, ahol a hadsereg kiképzőosztagának referense lett. 1927. március 1-jén ezredessé léptették elő, valamit megbízták az osztag vezetésével.
1930-ban átvette a drezdai gyalogsági-iskola vezetését. E tisztségében 1930. október 1-jén vezérőrnaggyá, majd 1932-ben altábornaggyá léptették elő.
1933. október 1-jén a IV. körlet és a 4. gyalogsági-hadosztály parancsnoka lett. Két évvel később, 1935. október 1-jén gyalogsági tábornokká nevezték ki.
A IV. hadtest tábornoka lett. 1938 februárjában átvette a 2. Gruppenkommandos (csoportfőnökség) főparancsnoki posztját. 1938. április 1-jén, Ausztria annektálása után az 5. Gruppenkommandos főparancsnoka Bécsben, ahol azt a feladatot kapta, hogy az osztrák hadsereget (Bundeswehr) integrálja be a Wehrmachtba. 1939. április 1-jén vezérezredessé léptették elő.

### A második világháborúban
List a 14. hadsereggel részt vett a lengyelországi hadjáratban a szlovák bábállam haderejével (Szlovák hadjárat Lengyelország ellen (1939)), és 1939. szeptember 30-án megkapta a Lovagkeresztet. A 12. hadsereggel neki sikerült áttörnie a Maginot-vonalat az 1940-es franciaországi hadjárat során. 1940. július 19-én vezértábornaggyá nevezték ki.
Az 1941. április 6-án megindult balkáni hadjáratban a 12. hadsereg főparancsnoka, s mint ilyen az egész német szárazföldi hadművelet vezetője. 1941. április 21-én List fogadta a görög kapitulációt, miután április 14-én Jugoszlávia is megadta magát. A görög kapituláció küszöbén több nézeteltérése akadt olasz szövetségeseikkel. List ugyanis – Hitler tudtával – egy olasz tisztet sem vitt magával a kapituláció aláírásakor. Miután Mussolini panaszt tett emiatt Hitlernél, a német diktátor Görögországba küldte a Wehrmacht vezérkarának (OKW) főnökét, Alfred Jodl-t, aki – most már olasz részvétellel – másodjára is aláírta a kapitulációt.
A balkáni hadjárat befejeztével List lett a délkeleti erők főparancsnoka. Ebben a minőségében tartozott hozzá Szerbia, Észak- és Dél-Görögország katonai irányítása. Betegsége miatt 1941 októberében lemondott e posztjáról.
1942 elején Hitler megbízta, hogy titokban utazzon Norvégiába, és mérje fel – egy esetleges brit partraszállás miatt – a nyugati part védelmi készültségét.
List, aki nem igazán lelkesedett a nácikért – és ezt Hitler előtt sem titkolta – több Wehrmacht tiszt közbenjárására kapott újra feladatot. 1942. július 1-jén List lett a dél és keleti front (Szovjetunió) A Hadseregcsoportjának főparancsnoka. E tisztségében hamarosan több nézeteltérése támadt Hitlerrel a hadseregvezetéssel kapcsolatban. 1942. szeptember 1-jén felmentették az A Hadseregcsoport főparancsnoki pozíciójából.
A háborúban több feladatot már nem kapott. Ugyan nem vett részt a katonai ellenállásban, de számon tartották, hogy az 1944. július 20-ai merénylet után – más magas rangú tisztekkel ellentétben – nem biztosította Hitlert hűségéről.
1945-ben az amerikai csapatok fogságába esett.

### A háború után
A nürnbergi per során az úgynevezett „Túsz perben” (vagy másképpen; a délkeleti front tábornokainak perében) Wilhelm List-et 1948-ban életfogytiglani szabadságvesztésre ítélték az irányítása alá tartozó területek lakosainak terrorizálása miatt, mivel rangjából fakadóan tudott a különböző brutális atrocitásokról. 1952-ben rossz egészségi állapotára való tekintettel kiengedték a landsbergi börtönből.

## Kitüntetései
- Fekete Sebesülési Érdemrend (1918)
- Első- és másodosztályú Vaskereszt (1914)
- Első- és másodosztályú Vaskereszt (1939)
- A Hohenzollern rend Lovagkeresztje, kardokkal
- A Vaskereszt Lovagkeresztje